# Aphis explorata
Aphis explorata är en insektsart. Aphis explorata ingår i släktet Aphis och familjen långrörsbladlöss. Inga underarter finns listade i Catalogue of Life.